# Заплоце (Західнопоморське воєводство)
Заплоце (пол. Zapłocie, нім. Hospitalvorwerk) — село в Польщі, у гміні Добра Лобезького повіту Західнопоморського воєводства.